# 29080 Astrocourier
29080 Astrocourier eller 1978 RK är en asteroid i huvudbältet som upptäcktes den 1 september 1978 av den rysk-sovjetiske astronomen Nikolaj Tjernych vid Krims astrofysiska observatorium på Krim. Den har fått sitt namn efter Eurasian Astronomical Society (EAAS).
Asteroiden har en diameter på ungefär 17 kilometer.